# Yevhen Deidei
Yevhen Serhiyovych Deidei (em ucraniano: Євген Сергійович Дейдей; 12 de julho de 1987 - 10 de março de 2022) foi um político ucraniano.

## Biografia
Deidei nasceu em 12 de julho de 1987 na pequena cidade de Reni, Odessa Oblast, que fica na margem esquerda do Danúbio. Seu pai, deputado do conselho da cidade de Reni, Serhiy Yakovych Deidei, em 2011, ele foi condenado por fraude pela decisão do Tribunal Distrital de Izmailsky de Odessa Oblast. Sua mãe, Ol'ha Mykolayivna Deidei (nascida Volkova), e seu irmão Serhiy.
Yevhen era membro do batalhão da Polícia de Patrulha de Tarefas Especiais "Kyiv-1". Ele foi deputado do povo da Ucrânia de novembro de 2014 a agosto de 2019.
Foi condenado por cinco anos de prisão por roubo, mas depois foi libertado.
Yevhen morreu em 10 de março de 2022 durante a Invasão da Ucrânia pela Rússia, aos 34 anos.